# Championnats de Malaisie de cyclisme sur route
Les championnats de Malaisie de cyclisme sur route sont organisés tous les ans.

## Podiums des championnats masculins

### Course en ligne
| Année | Vainqueur                     | Deuxième                      | Troisième                   |
| ----- | ----------------------------- | ----------------------------- | --------------------------- |
| 2005  | Jamaludin Amiruddin           | Mohd Fauzan Ahmad Lutfi       | Jasmin Ruslan               |
| 2008  | Mohd Fauzan Ahmad Lutfi       | Suhardi Hassan (en)           | Mohd Faris Abdullah Razak   |
| 2009  | Wan Najmee                    | Mohd Hafiz Rosli              | Mohd Rhazif Saleh           |
| 2010  | Adiq Othman                   | Mohd Shahrul Mat Amin         | Ahmad Fahrullah Alias       |
| 2011  | Mohd Shahrul Mat Amin         | Zamri Saleh                   | Ali Ahmad Fallanie          |
| 2012  | Zamri Saleh                   | Mohd Saiful Anuar Aziz        | Mohd Nor Rizuan Zainal      |
| 2013  | Mohd Shahrul Mat Amin         | Nur Amirull Fakhruddin Mazuki | Adiq Othman                 |
| 2015  | Nur Amirull Fakhruddin Mazuki | Mohd Nor Umardi Rosdi         | Zamri Saleh                 |
| 2016  | Zamri Saleh                   | Harrif Salleh                 | Mohd Shahrul Mat Amin       |
| 2019  | Nur Amirull Fakhruddin Mazuki | Akmal Hakim Zakaria           | Sofian Nabil Mohd Bakri     |
| 2020  | Akmal Hakim Zakaria           | Nur Amirull Fakhruddin Mazuki | Adiq Othman                 |
| 2021  | Mohamad Saari Amri Abd Rasim  | Elmi Jumari                   | Irwandie Lakasek            |
| 2022  | Muhsin Al Redha Misbah        | Nur Amirull Fakhruddin Mazuki | Danieal Haikal Edy Suhaidee |
| 2023  | Nur Aiman Zariff              | Nur Aiman Rosli               | Irwandie Lakasek            |
| 2024  | Nur Amirull Fakhruddin Mazuki | Muhammad Zawawi Azman         | Nur Aiman Rosli             |
| 2025  | Nur Aiman Rosli               | Nur Aiman Zariff              | Muhammad Ameer Ahmad        |

### Contre-la-montre
| Année | Vainqueur               | Deuxième                | Troisième                    |
| ----- | ----------------------- | ----------------------- | ---------------------------- |
| 2012  | Nik Mohd Azwan Zulkifle | Mohd Fauzan Ahmad Lutfi | Muhammad Saufi Mat Senan     |
| 2013  | Mohd Fauzan Ahmad Lutfi | Mohd Nor Umardi Rosdi   | Nur Amirul Fakhruddin Mazuki |
| 2016  | Mohd Nor Umardi Rosdi   | Nazri Muhammad          | Mohd Shahrul Mat Amin        |
| 2019  | Muhsin Al Redha Misbah  | Muhammad Zawawi Azman   | Mohd Nor Umardi Rosdi        |
| 2020  | Nur Aiman Rosli         | Akmal Hakim Zakaria     | Irwandie Lakasek             |
| 2021  | Nur Aiman Rosli         | Nur Aiman Zariff        | Akmal Hakim Zakaria          |
| 2022  | Nur Aiman Rosli         | Shaiful Adlan Shukri    | Nur Aiman Zariff             |
| 2023  | Nur Aiman Rosli         | Nur Aiman Zariff        | Nur Amirul Fakhruddin Mazuki |
| 2024  | Nur Aiman Rosli         | Muhammad Zawawi Azman   | Nur Aiman Zariff             |
| 2025  | Nur Aiman Rosli         | Nur Aiman Zariff        | Muhammad Zahin Wahhi         |

### Course en ligne espoirs
| Année | Vainqueur               | Deuxième                         | Troisième                  |
| ----- | ----------------------- | -------------------------------- | -------------------------- |
| 2020  | Shahmir Aiman           | Hakimi Ajis                      | Muhammad Jaafar            |
| 2021  | Wan Abdul Rahman Hamdan | Yusri Shaari                     | Mohd Faisal Izuddin        |
| 2022  | Mior Hazwan Hamzah      | Kee Zhe Yie                      | Faiz Fakhri Omar           |
| 2023  | Iqbal Daniel Nawawi     | Muhammad Iskandarian Mohd Hisham | Faiz Fakhri Omar           |
| 2024  | Muhammad Adam Razali    | Kee Zhe Yie                      | Muhammad Faheem Mohd Zaini |
| 2025  | Kee Zhe Yie             | Nasrul Firas Ridzuan             | Mohd Iqbal Daniel Nawawi   |

### Contre-la-montre espoirs
| Année | Vainqueur                    | Deuxième                | Troisième                 |
| ----- | ---------------------------- | ----------------------- | ------------------------- |
| 2019  | Muhsin Al Redha Misbah       | Shaiful Adlan Shukri    | Shahmir Aiman Abdul Halim |
| 2020  | Mohamad Saari Amri Abd Rasim | Shaiful Adlan Shukri    | Lim Chun Kiat             |
| 2021  | Yusri Shaari                 | Wan Abdul Rahman Hamdan | Abdul Azim Aliyas         |
| 2022  | Faiz Fakhri Omar             | Mior Hazwan Hamzah      | Kee Zhe Yie               |
| 2023  | Kee Zhe Yie                  | Mior Hazwan Hamzah      | Faiz Fakhri Omar          |
| 2024  | Kee Zhe Yie                  | Ren Bao Tsen            | Muhammad Syawal Mazlin    |
| 2025  | Kee Zhe Yie                  | Adam Hakimi Nazuan      | Nazirul Aniq Abd Rahman   |

### Course en ligne juniors
| Année | Vainqueur                       | Deuxième                         | Troisième                        |
| ----- | ------------------------------- | -------------------------------- | -------------------------------- |
| 2016  | Zuladri Amin Zulkurnain         | Azlina Zulkifli                  | Fitri Saharil                    |
| 2019  | Mohd Faisal Izuddin             | Mior Hazwan Hamzah               | Muhamad Akif Hanan Mohd Bahrain  |
| 2020  | Muhamad Akif Hanan Mohd Bahrain | Sanim Fitri Abd Halim            | Mohd Faisal Izuddin              |
| 2021  | Sanim Fitri Abd Halim           | Muhammad Faheem Mohd Zaini       | Muhammad Shukri Jimy             |
| 2022  | Muhammad Faheem Mohd Zaini      | Muhammad Iskandarian Mohd Hisham | Muhammad Adam Razali             |
| 2023  | Lau New Joe                     | Tengku Muhammad Najib            | Muhammad Adam Razali             |
| 2024  | Tengku Muhammad Najib           | Mohammad Darwisy Hak Zarin       | Danish Jamarosazman              |
| 2025  | Muhammad Hakimi Edy Abdul Basir | Danish Iman Mazlan               | Muhammad Eirzam Eidham Che Mazri |

### Contre-la-montre juniors
| Année | Vainqueur                   | Deuxième                          | Troisième                         |
| ----- | --------------------------- | --------------------------------- | --------------------------------- |
| 2013  | Irwandie Lakasek            | Nur Aiman Zariff                  | Badrul Hakimi Hamid               |
| 2016  | Wan Abdul Rahman Hamdan     | Azlina Najmi Zulkefli             | Nur Aiman Zariff                  |
| 2019  | Muhammad Haizam Mohd Shabri | Hakimi Ajis                       | Mohd Faisal Izuddin               |
| 2020  | Waldron Chee                | Kee Zhe Yie                       | Abdul Azim Aliyas                 |
| 2021  | Kee Zhe Yie                 | Muhammad Iqmal Mohd Zarawi        | Muhammad Amin Azizan              |
| 2022  | Muhammad Iqmal Mohd Zarawi  | Muhammad Adam Razali              | Muhammad Amin Azizan              |
| 2023  | Lau New Joe                 | Muhammad Nazirul Abd Rahman       | Ahmad Farihin Alimy Ahmad Termizi |
| 2024  | Ren Bao Tsen                | Ahmad Farihin Alimy Ahmad Termizi | Muhd Izz Zikry Mohd Sophean       |
| 2025  | Afif Darwysh                | Muhammad Danial Hakim Zulkaisi    | Hareez Naufal Syanizam            |

## Podiums des championnats féminins

### Course en ligne
| Année | Vainqueur                          | Deuxième                   | Troisième                          |
| ----- | ---------------------------------- | -------------------------- | ---------------------------------- |
| 2008  | Noor Azian Alias                   | Masiyaton Mohammed Radzi   | Nurhidayah Yusari                  |
| 2009  | Noor Azian Alias                   | Nurul Ahmar Badeuzzaman    | Masiyaton Mohammed Radzi           |
| 2010  | Mariana Mohammad                   | Masiyaton Mohammed Radzi   | Kimberley Yap                      |
| 2011  | Kimberley Yap                      | Masiyaton Mohammed Radzi   | Mariana Mohammad                   |
| 2012  | Jupha Somnet                       | Masiyaton Mohammed Radzi   | Noor Azian Alias                   |
| 2013  | Nur Syazwana Mohammad Jamil        | Jupha Somnet               | Masiyaton Mohammed Radzi           |
| 2015  | Nurul Suhada Zainal                | Nurul Alissa Mohamad Azman | Sek Yee Ting                       |
| 2016  | Nurul Alissa Mohamad Azman         | Nurul Suhada Zainal        | Nurkairunnisatul Aina Binti Fadzli |
| 2019  | Jupha Somnet                       | Nur Aisyah Mohamad Zubir   | Ahmad Jumry Nur Azrenna            |
| 2020  | Siti Nur Adibah Akma Mohammed Fuad | Nur Aisyah Mohamad Zubir   | Nurul Nadia Mohammed Fauzi         |
| 2021  | Nurul Alissa Mohamad Azman         | Jupha Somnet               | Siti Nur Adibah Akma Mohammed Fuad |
| 2023  | Nur Aisyah Mohamad Zubir           | Nur Fitrah Shaari          | Siti Nur Adibah Akma Mohammed Fuad |
| 2024  | Nur Fitrah Shaari                  | Jupha Somnet               | Phi Kun Pan                        |

### Contre-la-montre
| Année | Vainqueur                          | Deuxième                        | Troisième                 |
| ----- | ---------------------------------- | ------------------------------- | ------------------------- |
| 2012  | Mariana Mohammad                   | Masiyaton Mohammed Radzi        | Nurazimah Abul Rashid     |
| 2013  | Grace Phang                        | Jupha Somnet                    | Nurul Suhada Zainal       |
| 2016  | Grace Phang                        | Nurul Alissa Mohamad Azman      | Siti Aishah Yousree       |
| 2019  | Nur Aisyah Mohamad Zubir           | Noor Azian Alias                | Siti Fatimah Ismail       |
| 2020  | Siti Nur Adibah Akma Mohammed Fuad | Nurqadrina Emylia Norzali       | Nurul Nazirah Mohd Rosli  |
| 2021  | Siti Nur Adibah Akma Mohammed Fuad | Nur Aisyah Mohamad Zubir        | Nurqadrina Emylia Norzali |
| 2022  | Siti Nur Adibah Akma Mohammed Fuad | Tahira Najmunisaa Muhammad Zaid | Siti Nur Alia Mansor      |
| 2023  | Siti Nur Adibah Akma Mohammed Fuad | Zhen Yi Yeong                   | Ci Hui Nyo                |
| 2024  | Siti Nur Adibah Akma Mohammed Fuad | Nurwahidah Ozri                 | Noor Mastura Norman       |